# 奇维泰拉-阿尔费代纳
奇维泰拉-阿尔费代纳（義大利語：Civitella Alfedena），是意大利阿布鲁佐大区拉奎拉省的一个市镇。总面积29.47平方公里，人口317人，人口密度10.8人/平方公里（2009年）。ISTAT代码为066035。

## 友好城市
- 義大利卡纳尔圣博沃